# Episodi de Il peccato e la vergogna (prima stagione)
La prima stagione della serie televisiva Il peccato e la vergogna è stata trasmessa in Italia dal 1º settembre al 22 settembre 2010 su Canale 5.
| nº | Titolo           | Prima TV Italia   |
| -- | ---------------- | ----------------- |
| 1  | Primo episodio   | 1º settembre 2010 |
| 2  | Secondo episodio | 2 settembre 2010  |
| 3  | Terzo episodio   | 8 settembre 2010  |
| 4  | Quarto episodio  | 10 settembre 2010 |
| 5  | Quinto episodio  | 15 settembre 2010 |
| 6  | Sesto episodio   | 22 settembre 2010 |

## Primo episodio

### Trama
Roma, età fascista. Carmen Tabacchi, proveniente da una famiglia povera e umile, è alla ricerca disperata di un lavoro per garantire stabilità alla sua famiglia, anche se la bonifica dell'Agro Pontino le aveva già garantito degli introiti. Intanto, anche Nito Valdi, ragazzo con un'infanzia difficile alle spalle e abbandonato dai genitori da piccolo, cerca lavoro dopo aver vissuto prima in un orfanotrofio, e poi in un riformatorio. Purtroppo Nito viene reclutato dalla malavita e inizia a lavorare per un boss romano, un usuraio chiamato "Er Bisonte". Il suo primo incarico consiste nel recuperare un credito dell'usuraio da un certo Tabacchi che si rivela il padre di Carmen. La sera, Nito e il suo amico complice Tony, aspettano Tabacchi sotto casa sua e Nito inizia a picchiarlo selvaggiamente. Tony dice al suo amico di smetterla perché sta esagerando. Carmen, sentendo le urla da dentro casa, esce fuori per soccorrere il padre ed urlando, allarma Nito e Tony che scappano.
Carmen non li riconosce, ma nota che l'uomo che sta picchiando suo padre indossa, su una delle mani, un tirapugni.
Il signor Tabacchi viene ricoverato in ospedale, ma durante la degenza riceve la visita di Nito Valdi, il quale tenta nuovamente di ucciderlo, soffocandolo con un cuscino. In quell'istante entra fortunatamente Carmen; Nito finge di sistemare il cuscino al signor Tabacchi, mentre Carmen che non si rende conto della situazione corre dal padre per abbracciarlo, sussurrandogli all'orecchio "Ti porto dentro il cuore mio", la stessa frase che la madre di Nito disse al figlio prima di lasciarlo all'orfanotrofio. Da quel momento Nito Valdi s'infatua morbosamente di Carmen, perché in un qualche modo, rivede in lei sua madre.
Intanto in casa Fontamara iniziano a sorgere dubbi e paure. Francesco, il capofamiglia, vuole diventare conte. Per realizzare il suo obiettivo ha bisogno della documentazione della sua famiglia e di quella della signora Fontamara. La sera stessa, durante il compleanno di donna Elena, viene a sapere dal notaio che la nonna di sua moglie è ebrea. Ciò, secondo le leggi fasciste del tempo, rende la signora Fontamara un'ebrea e di conseguenza anche i figli Giulio, Giancarlo ed Elisa. La donna ha paura di ciò che le possa accadere e chiede aiuto al marito, il quale afferma che la loro è una famiglia rispettata e altolocata. Ma per non destare sospetti, Francesco invita a cena il governatore di Roma, il quale afferma che le leggi razziali in Italia non saranno perpetrate con la stessa crudeltà della Germania. Inoltre promette di non svelare a nessuno l'origine ebraica della signora Elena, in cambio però di una cospicua somma di denaro.
Intanto "Er Bisonte" dà un nuovo compito a Nito, ossia quello di rubare in casa di due anziani benestanti, il cui figlio studia e lavora per diventare maresciallo. Nito convince gli anziani a farlo entrare in casa, fingendo di essere un ragazzo sfortunato a cui si è rotta la macchina. Non fidandosi completamente, la signora decide di nascondere una pistola nella tasca della vestaglia. Nel momento in cui l'anziano fa entrare Nito, questo accompagnato da Tony inizia a minacciare i due anziani, ricordando loro il debito che hanno con "Er Bisonte". Nito però perde presto la pazienza e inizia a picchiare l'anziano. La signora spaventata corre in salotto e afferra il telefono, ma Nito glielo strappa dalle mani. Approfittando della distrazione dei due malviventi, ora alle prese con il marito, la signora, presa dalla paura, estrae la pistola e spara un colpo, prendendo in pieno petto Tony. Nito colmo di rabbia, la disarma e la strangola, uccidendo anche il marito.
"Er Bisonte" è molto arrabbiato con Nito perché non gli aveva detto di uccidere la coppia di anziani, tuttavia gli assegna un altro compito, quello di rubare un'auto ad un maresciallo. Il piano prevede che quando il maresciallo parcheggerà sotto il bordello di "Er Bisonte" sarà intrattenuto dalla proprietaria del bordello, Bijou. Nito decide che con quella macchina vuole portare fuori Carmen. Lei, non conoscendo la natura folle di Nito, accetta l'invito. I due si fermano al lago per una nuotata, ma quando delle semplici carezze si stanno trasformando in qualcosa di più, arriva un uomo del Bisonte a controllare l'auto. Nito se ne accorge e comincia a picchiarlo, dopo pochi secondi arriva "Er Bisonte" con altri uomini, ma Nito scappa via con l'auto; Carmen riconosce il tirapugni insanguinato tra le dita di Nito e capisce la verità. La sera dopo Nito uccide "Er Bisonte" facendolo passare come un suicidio.
La polizia sa che non è vero e un maresciallo corrotto, socio di "Er Bisonte", vuole la testa di Nito. A intercedere per lui, per evitare che venga ucciso, è Bijou, la proprietaria del bordello, che vede nel ragazzo la sua stessa pena di quando era giovane, infatti lei non aveva avuto scelta quando aveva cominciato a prostituirsi. Quindi va a casa di Nito per intimargli di partire e lasciare Roma, ma i due fanno l'amore. La mattina dopo, Bijou dice a Nito che parlerà con il commissario e lo convincerà a farlo entrare in polizia, ma prima deve far sparire le prove; così Bijou nasconde la pistola con cui Nito ha ucciso gli anziani. Nito entra così a far parte delle camicie nere, potendo così lavorare per conto del maresciallo corrotto, senza che venga sospettato dalla polizia.
Intanto Carmen trova lavoro presso la famiglia del dottor Gilsenti, anch'egli ebreo, con il quale lavora anche Giulio, uno dei figli dei Fontamara, innamorato di Carmen fin da quando l'ha vista in una scuola di disegno. Il dottore comunica a Carmen che il suo lavoro sarà quello di dama di compagnia a sua madre. La notte di capodanno del 1941 Carmen fa compagnia all'anziana donna, ma Nito, insieme ad altri poliziotti, entrano nell'appartamento perché sanno che la signora è ebrea. Mentre gli altri agenti picchiano la signora, Nito porta Carmen con la forza in camera da letto e dopo averla violentata, la sfregia con un coltello. Carmen si fa curare dal dottor Gilsenti e inizia a frequentare Giulio, mentre Nito inizia la sua lunga ossessione.
- Ascolti Italia: telespettatori 5 659 000 - share 27,01%[1]

## Secondo episodio

### Trama
Dopo la violenza subita da Nito, Carmen viene curata dal dottor Gilsenti, mentre Giulio le offre un appartamento. Nel frattempo la madre di Carmen l'avvisa che Nito la sta cercando con cattive intenzioni. Nito scopre che Giulio è un antifascista e vuole vendicarsi di lui. Nel frattempo Nito uccide il padre di Carmen, attirandosi l'ira dei propri superiori che non sono contenti della sua efferrattezza. La maitresse, che ha una relazione con Nito, si comincia a rendere conto di che razza di uomo si tratti.
Giulio chiede a Carmen di sposarlo, ma lei è indecisa. Nel frattempo, in casa Fontamara giunge Elisa. Nito decide di usarla per arrivare a Carmen e ci riesce, arrivando nel negozio dove lavora Carmen, ma Giulio appena lo vede, lo caccia.
Allora Nito prende di mira Giancarlo, il fratello di Giulio che, dopo aver partecipato ad una manifestazione non autorizzata insieme al dottor Gilsenti, viene interrogato da Nito.
Ma il commissario interrompe l'interrogatorio, perché vuole rovinare Nito e rendere pubblico l'omicidio dei due anziani, ma Nito lo anticipa e lo uccide, facendo ricadere la colpa su un gruppo di antifascisti di cui Giulio fa parte e del quale risulta il primo indagato. Giancarlo, passando dal negozio della sua famiglia, vede Carmen, la quale nel frattempo vi lavora come commessa e se ne innamora. Però non sa che è la donna amata da suo fratello Giulio e, dopo svariati corteggiamenti, riesce a trascorrere una notte insieme a lei, mentre Giulio vuole rendere pubbliche le prove dello sterminio nazista: disegni che raffigurano un intero campo di concentramento, situato oltre oceano. Carmen scopre di essere incinta di Giancarlo e, quando viene a sapere che lui è il fratello di Giulio, sviene.
- Ascolti Italia: telespettatori 5 736 000 - share 28,53%[1]

## Terzo episodio

### Trama
Dopo che Carmen è venuta a conoscenza della gravidanza informa Giancarlo, nel frattempo impegnato con un'altra donna. Giancarlo propone di aiutare Carmen ad abortire, ma lei rimane sconvolta da tale possibilità. Giulio apprende da suo padre Francesco di essere per metà ebreo, ricevendo la proposta di fuggire al più presto dall'Italia per non cadere vittima dell'antisemitismo. Francesco rivela anche di essersi pentito di non aver dato ascolto a sua moglie Elena.
Carmen, nel frattempo, decide di fingere che il bambino che sta aspettando è di Giulio. Desidera prendersi una piccola rivincita, sia su Giancarlo, che della sua condizione sociale: decide di fingere di amare Giulio, per poi mettere in atto una messa in scena, con l'aiuto del dottor Gilsenti, nella quale farà credere che il bambino sia nato prematuramente.
Nito nel frattempo viene incaricato da Dilmo Duranti, il direttore della rivista Difesa della razza, di incastrare il generale Maranzana, in modo da essere promosso a commissario: si scoprirà che il generale ha avuto una figlia da una donna di colore e verrà successivamente arrestato.
Intanto, Francesco organizza la partenza della famiglia verso gli Stati Uniti, mentre tra Elisa e Nito scoppia la passione, e i due trascorrono la notte insieme. Giancarlo affronta Carmen, le chiede di non dire a nessuno che il figlio è suo, mentre Elisa rivela alla famiglia la sua relazione con Nito; la famiglia reagisce molto male e le proibisce di vederlo. Vista la già complessa situazione, Francesco rivela al resto della famiglia le loro origini ebree. Poi, Carmen rivela a Giulio che il bambino che aspetta non è suo, ma lui decide di aiutarla comunque. Elisa invece, scappa di casa e rivela tutto a Nito, il quale tende un'imboscata all'auto dei Fontamara il giorno dopo, uccidendo Giulio, la madre e l'autista, mentre Giancarlo rimane gravemente ferito e si salva per miracolo: un miracolo di nome Piera, una ragazza partigiana.
- Ascolti Italia: telespettatori 5 743 000 - share 26,80%[1]

## Quarto episodio

### Trama
Nito fugge dalla scena dell'omicidio appena commesso, senza sapere che Piera è l'unica testimone del brutale assassinio. Elisa viene poi respinta da Nito e dalla sua migliore amica Arabella, in quanto ebrea. Ma Nito, nel frattempo, viene arrestato per l'assassinio dei coniugi: Bijou, per vendicarsi delle offese e dei modi in cui Nito l'ha trattata, si introduce di nascosto in casa sua e ruba il fascicolo che contiene le prove secondo le quali Nito aveva ucciso la coppia di anziani.
Intanto, Elisa scopre di essere incinta e lo rivela a una ladra-ballerina di nome Liliana, mentre Giancarlo informa la famiglia dell'uccisione di Giulio e della madre. Elisa decide di non abortire e di tenere il bambino, mentre Carmen partorisce un bambino maschio che chiama Giulio, in onore dell'uomo che l'ha tanto amata e che si è sacrificato per lei. Giancarlo, ferito nel tentato omicidio, riprende piano piano le forze, intenzionato a tornare a Roma per regolare i conti con Nito e di vendicarsi per la perdita del fratello e della madre.
A causa delle dichiarazioni di Bijou, Nito viene portato in tribunale, ma non ci sono più prove a suo carico perché Dilmo Duranti si era introdotto nell'archivio del tribunale e aveva bruciato tutto. Ma proprio qui interviene Bijou che mostra a tutti l'arma con cui ha ucciso i due coniugi: l'arma, essendo piena di impronte digitali di Nito, è necessaria ad incastrarlo e a farlo arrestare.
Non sapendo che Nito è l'autore dell'agguato mortale alla sua famiglia, Elisa scrive una lettera indirizzata all'uomo, allegando la foto della bambina che ha avuto da lui. Nella lettera la ragazza chiede di incontrarlo un'ultima volta. I carcerieri danno così a Elisa il permesso di incontrare Nito; l'uomo le chiede perdono per tutto il peccato, la vergogna e il dolore che ha causato, ma la sua è solo una finzione: per fuggire dal carcere, minaccia di uccidere Elisa e si traveste da guardia, ma viene fermato da alcuni secondini che lo spogliano, lo frustano e lo legano nudo al letto della sua cella, condannandolo a morte. Sembra, intanto, che Badoglio metta fine alla guerra, ma i nazisti invadono comunque Roma.
A casa Fontamara, Carmen contatta una suora che le rivela di una consegna misteriosa, fatta da Giulio, ad un misterioso indirizzo. La donna è intenzionata ad indagare per verificare di cosa si tratti, ma non si accorge che un commissario la segue. Nonostante ciò Carmen si reca all'indirizzo rivelatogli dalla suora e, quando giunge a destinazione, si rende conto di essere entrata in un covo di ribelli anti-fascisti. Anche il commissario entra nel covo, ma viene ucciso. Subito dopo entra una guardia che viene mandata via con l'inganno, dicendo che i rumori non provenivano dal bar, in cui è stato ucciso il commissario-spia, ma dal palazzo a fianco.
Intanto Nito si prepara ad essere giustiziato, ma Dilmo Duranti, che aveva chiesto aiuto al generale Von Kebler, riesce a ottenere la grazia e a bloccare l'esecuzione. Nito scoppia così in un'amara risata, risata che pone fine all'episodio.
- Ascolti Italia: telespettatori 6 476 000 - share 27,28%[1]

## Quinto episodio

### Trama
Giancarlo è il leader di una banda partigiana che combatte i nazisti e viene ferito durante un'imboscata.
A casa Fontamara, nel frattempo, Carmen e Francesco vengono a conoscenza dell'attentato e che Nito è stato graziato. La famiglia di Carmen, compreso il figlio Giulio appena nato, fuggono da Roma, decidendo di rifugiarsi in campagna in casa di un suo parente anziano, mentre Carmen resta in città, ma deve stare attenta a Nito che l'aspetta, minacciandola di deportare sia lei che suo figlio Giulio in un campo di concentramento in quanto ha violato le leggi razziali: ha avuto un figlio da un ragazzo ebreo.
Silvie, l'aiutante del negozio di stoffe, le consiglia di andare da un certo Don Ambrosio, un sacerdote che in passato ha aiutato tantissima gente. Tra le file partigiane, intanto, emerge l'esistenza di un traditore che fornisce informazioni ai tedeschi: Giancarlo, conosciuto ormai con lo pseudonimo "Felix", verrà a sapere l'identità del traditore tramite un ragazzino che gli rivelerà di aver visto un membro dei partigiani dare informazioni ai tedeschi. Intanto Carmen, per salvare lei e il figlio dalle torture dei lager, chiede a Don Ambrosio di farla sposare con Francesco: inizialmente il sacerdote rifiuta perché non è un matrimonio d'amore, ma lei lo convince dicendo che è per amore di suo figlio Giulio, anche se, in realtà, vuole dare una bella lezione a Nito.
"Felix" si scontra con il traditore e viene ferito; successivamente chiede aiuto a Bijou che lo accoglie nel suo bordello. Nito scopre che Elisa si fa chiamare Roberta e cerca di trovarla. Carmen rivela in pubblico le violenze sessuali da parte di Nito, ma lui rivela a sua volta che il traditore "Felix" è Giancarlo. Elisa invece, finisce in prigione per una tentata rapina e viene usata come esca da Nito che vuole avere l'incarico di catturare Felix. Dopo alcuni avvenimenti Francesco viene catturato e torturato da Nito, mentre Elisa si spara in bocca uccidendosi. Intanto, Nito vuole chiudere i conti col passato e trovata Bijou prima la violenta e dopo la costringe a gettarsi da una finestra. Carmen, intanto, inganna il colonnello tedesco Kruger e ne segue una complicata vicenda in cui Giancarlo si nasconde in un bagagliaio e cancella le prove che lo incastrano come Felix, ingannando anche Nito.
- Ascolti Italia: telespettatori 5 974 000 - share 24,62%[1]

## Sesto episodio

### Trama
Dopo gli ultimi avvenimenti, accaduti in Italia con la caduta del fascismo e l'occupazione nazista, Nito rapisce Carmen, dopo che questa voleva aiutare Giancarlo e i partigiani che minacciavano anche Nito, poiché è un fascista. In prigione Nito violenta Carmen e quest'ultima, incapace di ribellarsi all'uomo, è costretta a dirgli che lo ama.
In seguito Nito, minacciato dall'arrivo dei partigiani che liberano tutti i prigionieri di una guerra ormai conclusa, fugge in campagna spacciandosi per un coraggioso eroe antifascista; intanto Carmen, ricoverata in ospedale, scopre di essere incinta di Nito e, di fronte all'ennesimo rifiuto di Giancarlo, glielo rivela. I guai non sono ancora finiti in quanto Nito, intenzionato a riavere la ragazza e a portarla con sé, torna a Roma e presentatosi sotto casa Fontamara, cerca di convincere Carmen a seguirlo; Carmen fugge, ma è troppo tardi: Nito l'afferra e la picchia rinfacciandole violentemente che l'ha sempre preso in giro. Giunto a casa, Giancarlo sente le urla di Carmen e accorre per salvarla dalle grinfie di Nito, che però lo colpisce tramortendolo e minacciandolo con una pistola.
A questo punto, nel disperato tentativo di salvare il suo amato, Carmen promette a Nito di andare con lui ovunque voglia se risparmierà la vita di Giancarlo, provocando tuttavia la furia dell'uomo, distrutto dal fatto che Carmen sia disposta a morire per salvare colui che ama. Nito è fuori di sé e chiede a Carmen che cosa lui sia stato per lei, se sia valso a qualcosa; la ragazza, piangendo, risponde che lui è il padre del bambino che aspetta, provocando in Nito una folle felicità e spingendolo dunque a liberarla.
Nel frattempo Giancarlo si rialza e, ripresa la lotta con Nito, è sul punto di avere la meglio, quando l'altro riesce ad impugnare la pistola e a puntargliela contro: Carmen si mette tra i due e viene colpita dal proiettile e, mentre Nito fugge confuso, viene portata d'urgenza all'ospedale da Giancarlo, che da allora la farà vivere a casa sua. La prima serie si conclude con Nito che consegna dei fiori all'infermiera dell'ospedale e la incarica di portarli alla signora Carmen Fontamara, fortunatamente sopravvissuta insieme al suo bambino. Appeso al mazzo di fiori c'è un bigliettino con scritto "io per te ci sarò sempre". Dopo questi fatti e la fine della guerra, Nito scappa dall'Italia.
- Ascolti Italia: telespettatori 6 399 000 - share 23,83%[1]